# Béatrice Massin
Pour les articles homonymes, voir Massin.
Béatrice Massin est une des plus grandes spécialistes de la danse baroque. Son écriture chorégraphique confronte le style baroque à la danse d’aujourd’hui. Elle dirige la compagnie Fêtes galantes .
Fille des musicologues Jean et Brigitte Massin, Béatrice Massin commence son parcours par la danse contemporaine. Elle est notamment interprète des spectacles de Susan Buirge. Elle rencontre Francine Lancelot en 1983 et intègre la compagnie Ris et Danceries . Elle y est successivement interprète, assistante, collaboratrice et chorégraphe. Démarre alors un long processus d’appropriation du langage baroque.
Elle fonde en 1993 la compagnie Fêtes galantes . Depuis, Béatrice Massin approfondit cette démarche dans ses créations (Songes, Que ma joie demeure, etc.) . Elle reçoit des commandes (Le roi danse, film de Gérard Corbiau) et développe un pôle pédagogique au sein de l’Atelier baroque .

## Chorégraphies
- 2016 : Mass B avec la compagnie des Fêtes galantes
- 2012 : Terpsichore (Rebel, Haendel) avec l'ensemble Les Talens Lyriques, direction Christophe Rousset
- 2012 : Fantaisies (Marais/Lully, Courbois, Nougaro/Vivaldi, Bach)
- 2011 : recréation des chorégraphies de Francine Lancelot pour l’opéra Atys de Lully
- 2011 : La Belle Dame (Lully, Rameau, Rebel)
- 2009 : Songes (Lully, Vivaldi, Charpentier, Purcell)
- 2007 : Un air de folies (Marais, Lambert, Guédron, Bataille, Boësset)
- 2006 : Un voyage d'hiver (Schubert)
- 2004 : Le Loup et l'Agneau, dans Fables à la Fontaine de La Petite Fabrique
- 2004 : La Parade baroque, dans le cadre de l'inauguration du Centre national de la danse
- 2002 : Que ma joie demeure (Bach)
- 1999 : chorégraphie pour le film Le roi danse de Gérard Corbiau